# The Wrong Man
The Wrong Man is een Amerikaanse zwart-witfilm uit 1956, onder regie van Alfred Hitchcock. Hoofdrollen worden vervuld door Henry Fonda en Vera Miles. De film is gebaseerd op het boek The True Story of Christopher Emmanuel Balestrero door Maxwell Anderson en het artikel "A Case of Identity" (Life magazine, 29 juni 1953) door Herbert Brean.
The Wrong Man heeft veel invloed gehad op latere regisseurs.

## Verhaal
De film draait om Manny Balestrero (Fonda), een man die werkt als musicus in een nachtclub in  New York. Hij en zijn vrouw Rose hebben maar weinig geld. Wanneer Rose een tandheelkundige behandeling moet ondergaan, probeert Manny het benodigde geld te verkrijgen bij haar verzekeringsmaatschappij. Manny blijkt echter sprekend te lijken op een overvaller die het verzekeringskantoor al twee keer heeft overvallen. Zodra hij het kantoor binnen gaat, denken de medewerkers dat hij de overvaller is en bellen de politie. Manny wordt door verschillende getuigen aangewezen als zijnde de overvaller. Hij wordt gearresteerd.
Zijn advocaat helpt Manny de rechter ervan te overtuigen dat er sprake is van een vergissing. Manny had ten tijde van de eerste overval een gezwollen kaak; iets dat zeker zou zijn opgevallen als hij de overvaller was geweest. Ten tijde van de tweede overval was hij met zijn familie op vakantie. De situatie is behalve voor Manny ook pijnlijk voor Rose, die begint te lijden aan een depressie.
Dan wordt de echte overvaller gearresteerd bij een overval op een winkel en wordt Manny vrijgepleit. Hij zoekt Rose op in de instelling waar ze verblijft om haar het goede nieuws te vertellen, maar ze ontwaakt niet meer uit haar depressie. Tijdens de epiloog wordt vermeld dat ze pas na twee jaar herstelt.

## Rolverdeling
| Acteur         | Personage                               |
| -------------- | --------------------------------------- |
| Henry Fonda    | Christopher Emmanuel "Manny" Balestrero |
| Vera Miles     | Rose Balestrero                         |
| Anthony Quayle | Frank O'Connor                          |
| Harold Stone   | Jack Lee                                |

## Achtergrond
Het personage Frank O'Connor in de film is gebaseerd op een echt bestaand persoon. De echte O'Connor (1909-1992) was een senator van de staat New York ten tijde van de rechtszaak. Hij werd later officier van justitie voor Queens.
Zoals in al zijn films heeft Alfred Hitchcock een cameo: hij is te zien als een silhouet aan het begin van de film. Hij spreekt hier de kijker direct toe door te vertellen dat de film gebaseerd is op een waargebeurd verhaal.
De gevangenisscènes zijn opgenomen in een echte gevangenis; de City Prison in Queens.
De film werd van muziek voorzien door Bernard Herrmann, die sinds The Trouble with Harry (1955) al Hitchcock’s films van muziek had voorzien. Het was een van de weinige soundtracks van Herrmann voorzien van jazz.
Dit was de laatste film die Hitchcock maakte voor Warner Bros..